# Exochodrilus caelistis
Exochodrilus caelistis är en insektsart som beskrevs av Theodore Huntington Hubbell 1972. Exochodrilus caelistis ingår i släktet Exochodrilus och familjen grottvårtbitare. Inga underarter finns listade i Catalogue of Life.